# Josephus Laurentius Dyckmans
Josephus Laurentius (Jozef Laurens) Dyckmans, (Lier, 9 augustus 1811 – Antwerpen, 8 januari 1888) was een Belgische schilder voornamelijk van genrestukken en portretten. Door zijn zeer gedetailleerde techniek kreeg hij al snel de bijnaam de "Vlaamse Gerard Dou".

## Leven en Werk
Jozef Laurens Dyckmans studeerde aan de Koninklijke Academie voor Schone Kunsten van Antwerpen, met als docent Gustaaf Wappers. Aanvankelijk alleen als decoratieschilder, maar onder invloed van van Wappers legde Dyckmans zich toe op  historieschilderkunst en de genrestukken.
Met groot succes presenteerde hij in 1834 in Antwerpen zijn schilderij 'Liefdes bekentenis', waarmee hij in 1836 door de Salon van Brussel geëerd werd met een zilveren medaille. Van 1840-1854 werkte Dyckmans als hoogleraar aan de Academie in Antwerpen. Vanaf 1843 was hij lid van de Antwerpse Academie, en vanaf 1847 was hij corresponderend lid van de Académie royale de Belgique.
Een van de beroemdste werken van de kunstenaar is het schilderij de 'Blinde Bedelaar' uit 1852 (Koninklijk Museum voor Schone Kunsten Antwerpen). Net als bij diverse andere werken van Dyckmans kwamen daarvan in de daaropvolgende jaren verschillende versies. In zijn portretten toonde hij mensen uit verschillende lagen van de bevolking, zonder enig maatschappijkritiek voor ogen. Zijn schilderijen verbeelden meestal harmonieuze scènes die doen denken aan Biedermeier Salonfoto's. In de meeste accurate fijne schilderijen die tentoongesteld zijn, betreffen het werken met harmonische kleuren, zoals ze ook worden gevonden in het werk van Ernest Meissonier. Naast portretten omvat omvat zijn oeuvre landschappen, stadsgezichten en bloemen. Hij maakte ook een aantal grafische werken.
Van 1846-1869 exposeerde hij regelmatig in de Londense Royal Academy of Arts en verkocht vele werken aan Groot-Brittannië. Onder zijn studenten waren Wilhelm Busch, Friedrich Karl Hausmann, Emil Hünten, Jean Moeselagen, Paul Weber en Jan Frederik Pieter Portielje.

## Onderscheidingen
- 1870 officier in de Orde van Leopold.

## Afbeeldingen (selectie)

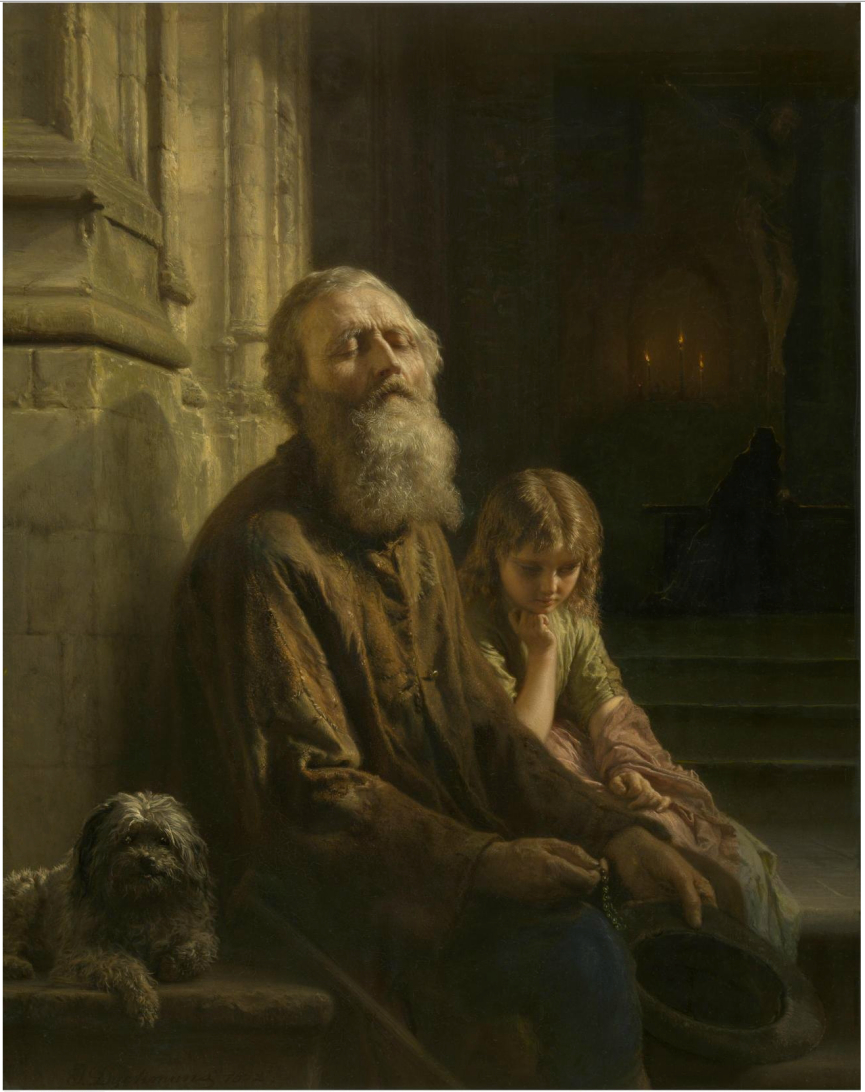
De blinde bedelaar (1852)
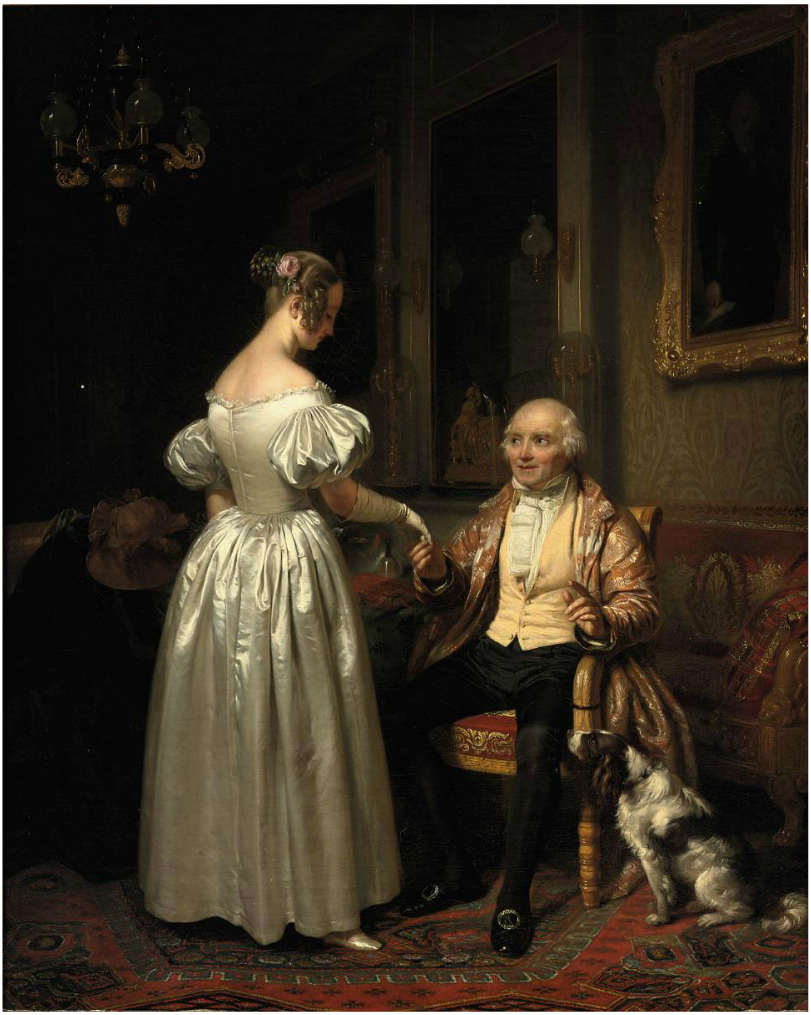
Vaderlijk advies

- Gemeinsame Normdatei: 1299330061
- RKD-Nederlands Instituut voor Kunstgeschiedenis: 25240
- Union List of Artist Names: 500012473
- Virtual International Authority File: 95757190